# Zsófia Csorba
Zsófia Katalin Csorba (5 de febrero de 2003) es una deportista húngara que compite en piragüismo en la modalidad de aguas tranquilas. Ganó dos medallas en el Campeonato Europeo de Piragüismo de 2025, oro en la prueba de C1 5000 m y plata en C4 500 m mixto.

## Palmarés internacional
| Campeonato Europeo | Campeonato Europeo       | Campeonato Europeo | Campeonato Europeo |
| Año                | Lugar                    | Medalla            | Competición        |
| ------------------ | ------------------------ | ------------------ | ------------------ |
| 2025               | Račice (República Checa) | Medalla de oro     | C1 5000 m          |
| 2025               | Račice (República Checa) | Medalla de plata   | C4 500 m mixto     |